# Гимн Словакии
Над Татрами молнии сверкают (словац. Nad Tatrou sa blýska [ˈnat tatrɔw sa ˈbliːska]) — гимн Словакии. Песня появилась в 1844 году, во время похода студентов Евангелического лютеранского лицея из Братиславы в Левочу в знак протеста против ареста их преподавателя Людовита Штура.
Текст был написан Янко Матушкой, а в качестве музыки взята мелодия народной песни «Копала колодец, смотрела в него» («Kopala studienku»). Несмотря на свою популярность во время выступления словаков в революции 1848—1849 годов, песня была опубликована лишь в 1851 году под названием «Добровольческая». В 1920 году первая строфа стала частью гимна Чехословакии, в который также вошёл нынешний гимн Чехии. В 1993 году приведённый ниже текст стал гимном независимой Словакии.
Во времена Первой Словацкой республики в 1939—1945 годах гимном была патриотическая песня «Гей, словаки!».

## Текст

### Гимн
| Nad Tatrou sa blýska, Hromy divo bijú, Nad Tatrou sa blýska, Hromy divo bijú. Zastavme ich, bratia, Veď sa oňy straťia, Slováci ožijú. Zastavme ich, bratia, Veď sa oňy stratia, Slováci ožijú. To Slovensko naše Posiaľ tvrdo spalo, To Slovensko naše Posiaľ tvrdo spalo. Ale blesky hromu Vzbudzujú ho k tomu, Aby sa prebralo. Ale blesky hromu Vzbudzujú ho k tomu, Aby sa prebralo. |

### Две следующие строфы[1]
| Už Slovensko vstáva Putá si strháva Už Slovensko vstáva Putá si strháva Hej, rodina milá Hodina odbila Žije matka Sláva! Hej, rodina milá Hodina odbila Žije matka Sláva! Ešte jedle rastú Na krivánskej strane Ešte jedle rastú Na krivánskej strane Kto jak Slovák cíti Nech sa šable chytí A medzi nás stane Kto jak Slovák cíti Nech sa šable chytí A medzi nás stane. | Уж Словакия встала, Разорвав оковы. Уж Словакия встала, Разорвав оковы. Эй, родная семья, Пробил час, Пусть живёт мать-Слава. Эй, родная семья, Пробил час, Пусть живёт мать-Слава. Пихты высоко растут На вершинах Кривани. Пихты высоко растут На вершинах Кривани. Кто считает себя словаком, Пусть возьмёт саблю, Чтобы постоять за нас. Кто считает себя словаком, Пусть возьмёт саблю, Чтобы постоять за нас. |